# Kongstedlund
Kongstedlund er en gård som nævnes første gang i 1390 med navnet Lund. Den blev kaldt Kongstedlund fra 1592. Gården ligger i Sønder Kongerslev Sogn, Hellum Herred, Ålborg Amt, Sejlflod Kommune. Hovedbygningen er opført i 1592 og ombygget i 1640
Kongstedlund Gods er på 534 hektar med Lykkenseje

## Ejere af Kongstedlund
- (1390-1419) Ove Stigsen Hvide
- (1419-1420) Marie Ovesdatter Hvide gift Bjørn
- (1420-1469) Anders Ovesdatter Bjørn
- (1469-1490) Anders Jacobsen Bjørn
- (1490-1500) Bjørn Andersen Bjørn
- (1500-1536) Viborg Domkirke
- (1536-1538) Kronen
- (1538) Bjørn Andersen Bjørn
- (1538-1540) Henrik Bjørnsen Bjørn
- (1540-1590) Jens Kaas / Niels Kaas / Christoffer Dyre Lunge / Iver Dyre Lunge / Kirsten Dyre Lunge gift Juul
- (1590-1600) Niels Axelsen Juul
- (1600-1610) Anne Thomasdatter Stygge gift Juul
- (1610-1637) Axel Nielsen Juul
- (1637-1641) Iver Krabbe
- (1641-1647) Dorthe Juul gift (1) Krabbe (2) Høg Banner
- (1647-1660) Erik Høg Banner
- (1660-1675) Iver Juul Høg Banner
- (1675-1701) Peder Pedersen Brønsdorff
- (1701) Anders Pedersen Brønsdorff / Jacob Pedersen Brønsdorff / Severin Pedersen Brønsdorff / Laurits Christensen Westerhof
- (1701-1704) Laurits Christensen Westerhof
- (1704-1748) Severin Pedersen Brønsdorff
- (1748-1750) Charoltte Amalie Wiegandt gift Brønsdorff
- (1750) Anne Kirstine Severinsdatter Brønsdorff gift von Deden
- (1750-1751) Slægten Brønsdorff
- (1751-1772) Hans Georg von Deden
- (1772-1812) Severin Hansen Brønsdorff von Deden
- (1812-1839) Sigvard Altewelt Færch
- (1839-1899) Ole Michael Kjeldsen
- (1899-1900) Johan Henrik Ahnfeldt Kjeldsen
- (1900) Kreditforeningen Af Jydske Landejendome
- (1900-1906) Interessentskab Kjeldsen
- (1906-1912) Søren Christen Nørgaard
- (1912-1915) Carl Sørensen Nørgaard
- (1915-1917) Christian Kjellerup
- (1917-1922) Hjalmar Rechnitzer
- (1922-1963) Jørgen Carl Gustav Castenschiold (gift med Prinsesse Dagmar, datter af Frederik 8.)
- (1963-1973) Aksel M. Horsens
- (1973-1990) Jens Erik Horsens
- (1990-1994) Christian Carl baron Juel-Brockdorff
- (1994- ) Arne Houmann Thomsen